# Antonio Vailati
Antonio Vailati (Crema, 6 agosto 1906 – Brescia, 25 aprile 1975) è stato un calciatore italiano, di ruolo difensore.

## Carriera
Dopo aver militato nel Crema, debutta in massima serie con il Brescia nel 1926-1927, disputando complessivamente 24 gare nell'arco di tre stagioni. Fa il suo esordio con il Brescia il 3 ottobre 1926 a Genova in Genoa-Brescia (4-1), e rimane in forza alle Rondinelle fino al 1930. Con le rondinelle disputa la Coppa Coni nel 1927, giocando 6 partite e realizzando 2 reti, ed una partita di Coppa Italia.
Appese le scarpette al chiodo, Tonino, come era chiamato, per molti anni fu un valente dirigente del Brescia. Dal 1951 al 1955 è stato Commissario Straordinario ed in seguito Commissario di reggenza del Brescia, fino alla presidenza di Piercarlo Beretta.